# Denis Alibec
Denis Alibec (Mangalia, 5 de janeiro de 1991) é um futebolista romeno que atua como atacante. Atualmente, joga no Farul Constanţa.

## Carreira
De origém tártara, ele se destacou no Farul Constanţa, entre 2006 e 2009. Este desempenho levou a Internazionale a contratá-lo em 2008. Ainda muito novo, tem tido poucas chances na equipe principal, atuando com mais frequência na equipe B. Ele fez parte do elenco da Seleção Romena de Futebol da Eurocopa de 2016.